# Wiesław Maśka
Wiesław Józef Maśka (ur. 15 lipca 1963) – polski samorządowiec i urzędnik, w latach 2006–2007 wicewojewoda śląski.

## Życiorys
Mieszka w Zabrzegu. Absolwent Wyższej Szkoły Ekonomiczno-Humanistycznej w Bielsku-Białej. Początkowo pracował w firmach w branży elektronicznej, później w administracji samorządowej. Od 1993 do 1995 był inspektorem w Urzędzie Miejskim w Czechowicach-Dziedzicach, następnie do 1998 – dyrektorem w Administracji Zasobów Komunalnych w tym mieście. Należał też do zarządu Powiatowego Szkolnego Związku Sportowego w Bielsku-Białej.
W 1998 i 2002 wybierano go radnym powiatu bielskiego. W kadencji 1998–2002 należał do zarządu powiatu, następnie do 2005 pełnił funkcję wicestarosty bielskiego. W 2003 został członkiem Prawa i Sprawiedliwości, zasiadał w jego władzach w powiecie i województwie.
27 stycznia 2006 objął stanowisko drugiego wicewojewody śląskiego. Zakończył pełnienie funkcji 27 grudnia 2007 po zmianie rządu. W 2008 został szefem zespołu w Wydziale Nieruchomości katowickiego oddziału Generalnej Dyrekcji Dróg Krajowych i Autostrad.

## Życie prywatne
Żonaty, ma syna i córkę.